# Henri Chopin
Henri Chopin (* 18. Juni 1922 bei Paris; † 3. Januar 2008 in Dereham, Norfolk) war ein französisch- englischer Vertreter der Konkreten Poesie, der Lautpoesie und ein Herausgeber.

## Leben und Familie
Henri Chopin wurde als einer von drei Brüdern 30 km außerhalb von Paris geboren. Sein Vater war Buchhalter.
Beide Brüder starben im Krieg, einer wurde von einem deutschen Soldaten erschossen, einen Tag nach der Deklaration eines Waffenstillstands in Paris, der andere während Sabotage an einem Eisenbahnzug.
Henri kritisierte seinen Vater, doch seine Mutter mochte er sehr. Als er auf ihre brieflichen Anfragen letztlich erklärte, dass seine Frau eine Engländerin sei, brach seine Mutter den Kontakt zu ihm ab.

## Werk
Henri Chopin ist bekannt als Körperstimmenforscher. Als Klangkünstler entwickelte er mit François Dufrêne und Bernard Heidsieck elektrisch verstärkte Geräuschkompositionen, die er „Poésie sonore“ genannt hat.
Chopin setzt so den menschlichen Körper als ein tönendes Instrument ein und isoliert mit dem Mikrofon zuvor nicht wahrgenommene Klänge und verarbeitet sie in zahlreichen elektroakustischen Werken. Er hat Klang- und Bildwerke, Skulpturen, Theaterstücke und experimentelle Filme geschaffen. 1964 hat Chopin die erste Schallplattenedition für Audiopoesie herausgegeben.
1966 nahm Chopin am Destruction in Art Symposium (DIAS) in London teil.– neben Gustav Metzger, Otto Muehl, Wolf Vostell, Peter Weibel und anderen.
Seit Anfang der 1970er Jahre arbeitete Chopin mit dem Atelier de création von Radio France, dem Stockholmer Fylkingen-Studio und dem Westdeutschen Rundfunk Köln zusammen. Bei zahlreichen internationalen Festivals der Klangpoesie war Chopin vertreten. Zudem trat er mit Konzert-Performances auf.
Chopin publizierte zwischen 1958 und 1974 das Avantgarde-Magazin „Cinquième Saison“ und von 1964 bis 1974 „OU“, eine Zeitschrift über Klangpoesie, die unter anderem zeitgenössischen Autoren und Künstlern des Lettrismus und Fluxus ein Forum boten. Jiří Kolář, Ian Hamilton Finlay, Tom Phillips, Brion Gysin, William S. Burroughs, Raoul Hausmann und Marcel Janco wurden vorgestellt. Auch Lautdichtern wie Paul de Vree, Åke Hodell, Arthur Pétronio, Pierre Albert-Birot, Ladislav Novák und Bob Cobbing wurde es ermöglicht, zu veröffentlichen.

Mit „Le Corpsbis“ nahm Chopin 1987 an der documenta 8 teil.

„„Le Corpsbis“: 1966 habe ich das Audiopoem „Le Corps“ (Der Körper) realisiert. „Le Corpsbis“, Audiopoem in acht Sätzen, ist ein zweiter Körper in der Bedeutung des lateinischen Worts „repetere“ - wieder den Körper suchen. Ich bin besessen von der Frage, was physische Poesie ist. Ich habe die Mundhöhle benutzt, die Luftröhre, den Atem, das Geräusch des Körpers. Der Körper, der Mund als Klangkörper, als Instrument.“

1992 und 1993 lehrte Henri Chopin an der „Schule für Dichtung“ in Wien.
Einen der letzten Auftritte absolvierte Chopin 2005 im Wiener Jazzclub Porgy & Bess.

## Ausstellungen (Auswahl)
- 1974: Henri Chopin: Ideas Gallery, Whitechapel Art Gallery, London
- 1987: documenta 8, Kassel
- 1993: Henri Chopin: Revue OU, Collection OU, Weserburg Museum für moderne Kunst, Bremen (curated by Guy Schraenen)
- 2005: Henri Chopin, Espace Gantner, Belfort (FR) (curated by Frédéric Acquaviva and Yvan Etienne)
- 2011: Henri Chopin and the OU Magazine, Museo Serralves, Porto (curated by Guy Schraenen)
- 2012: OU OU OU, Summerhall, Edinburgh (curated by Frédéric Acquaviva)
- 2012: Ecstatic Alphabets Museum of Modern Art, New York[9]
- 2013: Henri Chopin und die Revue OU Basel, Oslo 10
- 2013: Anton Voyls Fortgang / A Void Henri Chopin, Guy de Cointet & Channa Horwitz, Kunsthalle Düsseldorf, Düsseldorf[10]
- 2015: pêche de nuit (oh well ah well yes well) / A project of Supportico Lopez, RaebervonStenglin, Zürich[11]
- 2015: OU UR SOURCE , La Plaque Tournante, Berlin (curated by Frédéric Acquaviva)